# سدریک بوسوگو
سدریک بوسوگو (انگلیسی: Cédric Boussoughou؛ زادهٔ ۲۰ ژوئیهٔ ۱۹۹۱) بازیکن فوتبال اهل گابن است.
از باشگاه‌هایی که در آن بازی کرده است می‌توان به باشگاه فوتبال المپیک باجی اشاره کرد.
وی همچنین در تیم‌های ملی فوتبال گابن و زیر ۲۳ سال گابن بازی کرده است.